# Championnat du Panama de football 1996-1997
Navigation
Saison précédente Saison suivante
Le Championnat ANAPROF 1996-1997 est la neuvième édition de la première division panaméenne.
Lors de ce tournoi, le San Francisco FC a tenté de conserver son titre de champion du Panama face aux onze meilleurs clubs panaméens.
Chacun des douze clubs participant était confronté deux fois aux onze autres équipes. Puis les six meilleurs s'affrontaient lors d'une phase hexagonale et enfin les quatre meilleurs lors d'une phase finale à la fin de la saison.
Seulement deux places étaient qualificatives pour la Coupe des champions de la CONCACAF.

## Les 12 clubs participants
| \| Panama City : Atlético Nacional Euro Kickers Panamá Viejo FC CD Plaza Amador Tauro FC Deportivo Árabe Unido Atlético Municipal Colón I Panama City Bravos del Projusa Atlético Chiriquí I Panama City CD Pan de Azúcar I Panama City I Panama City San Francisco FC I Panama City \| Localisation des clubs engagés dans le championnat. |
| Panama City : Atlético Nacional Euro Kickers Panamá Viejo FC CD Plaza Amador Tauro FC Deportivo Árabe Unido Atlético Municipal Colón I Panama City Bravos del Projusa Atlético Chiriquí I Panama City CD Pan de Azúcar I Panama City I Panama City San Francisco FC I Panama City                                                           |

| Club                    | Stade                  | Capacité          | Ville                |
| Deportivo Árabe Unido   | Stade Mariano Bula     | Capacité inconnue | Colón                |
| Atlético Nacional (en)  | Stade Agustín Sánchez  | 3 040             | Panama City          |
| Bravos del Projusa (es) | Stade Omar Torrijos    | Capacité inconnue | Santiago de Veraguas |
| Atlético Chiriquí       | Stade Kenny Serracin   | Capacité inconnue | David                |
| Cosmos FC               | Stade inconnu          | Capacité inconnue | Ville inconnue       |
| Ejecutivo Junior        | Stade inconnu          | Capacité inconnue | Ville inconnue       |
| Euro Kickers            | Stade Rommel Fernández | 32 000            | Panama City          |
| CD Pan de Azúcar (en)   | Stade Javier Cruz      | 2 500             | San Miguelito        |
| Panamá Viejo FC         | Stade Rommel Fernández | 32 000            | Panamá Viejo         |
| CD Plaza Amador         | Stade Rommel Fernández | 32 000            | Panama City          |
| San Francisco FC        | Stade Agustín Sánchez  | 3 040             | La Chorrera          |
| Tauro FC                | Stade Rommel Fernández | 32 000            | Panama City          |

## Compétition
La compétition se déroule en trois phases :
- La phase de qualification : les vingt-deux journées de championnat.
- La phase hexagonale : cinq journées de championnat supplémentaires.
- La phase finale : les matchs aller-retour allant des demi-finales à la finale.

### Phase de qualification
Lors de la phase de qualification les douze équipes affrontent à deux reprises les onze autres équipes selon un calendrier tiré aléatoirement.
Les six meilleures équipes sont qualifiées pour la phase hexagonale.
Le classement est établi sur le barème de points classique (victoire à 3 points, match nul à 1, défaite à 0).
Le départage final se fait selon les critères suivants :
- Le nombre de points.
- Le nombre de points particulier.
- La différence de buts particulière.
- La différence de buts générale.
- Le nombre de buts marqués.

#### Classements
| Rang | Équipe                    | Pts | J  | G  | N | P  | Bp | Bc | Diff |
| ---- | ------------------------- | --- | -- | -- | - | -- | -- | -- | ---- |
| 1    | Tauro FC                  | 46  | 22 | 14 | 4 | 4  | 43 | 22 | +21  |
| 2    | Euro Kickers              | 37  | 22 | 10 | 7 | 5  | 34 | 25 | +9   |
| 3    | CD Plaza Amador           | 37  | 22 | 10 | 7 | 5  | 29 | 22 | +7   |
| 4    | Deportivo Árabe Unido (P) | 35  | 22 | 10 | 5 | 7  | 38 | 21 | +17  |
| 5    | San Francisco FC (T)      | 34  | 22 | 9  | 7 | 6  | 38 | 32 | +6   |
| 6    | Panamá Viejo FC           | 30  | 22 | 7  | 9 | 6  | 22 | 25 | -3   |
| 7    | Bravos del Projusa (es)   | 29  | 22 | 8  | 5 | 9  | 27 | 24 | +3   |
| 8    | Atlético Nacional (en)    | 29  | 22 | 7  | 8 | 7  | 27 | 24 | +3   |
| 9    | Ejecutivo Junior (P)      | 29  | 22 | 8  | 5 | 9  | 31 | 30 | +1   |
| 10   | CD Pan de Azúcar (en)     | 27  | 22 | 6  | 9 | 7  | 29 | 33 | -4   |
| 11   | Atlético Chiriquí         | 21  | 22 | 5  | 6 | 11 | 30 | 28 | +2   |
| 12   | Cosmos FC (P)             | 7   | 22 | 2  | 1 | 19 | 11 | 52 | -41  |

| Légende : Qualifications et relégations | Légende : Qualifications et relégations                  |
| --------------------------------------- | -------------------------------------------------------- |
|                                         | Qualifié pour la phase hexagonale                        |
|                                         | Relégué en Primera A                                     |
|                                         | (T) : Tenant du titre (P) : Promu de la saison 1995-1996 |

### La phase hexagonale
Lors de la phase hexagonale les six équipes affrontent à une reprises les cinq autres équipes selon un calendrier tiré aléatoirement.
Les quatre meilleures équipes sont qualifiées pour la phase finale.
Le classement est établi sur le barème de points classique (victoire à 3 points, match nul à 1, défaite à 0).
Le départage final se fait selon les critères suivants :
- Le nombre de points.
- Le nombre de points particulier.
- La différence de buts particulière.
- La différence de buts générale.
- Le nombre de buts marqués.

#### Classement
| Rang | Équipe                    | Pts | J | G | N | P | Bp | Bc | Diff |
| ---- | ------------------------- | --- | - | - | - | - | -- | -- | ---- |
| 1    | CD Plaza Amador           | 13  | 5 | 4 | 1 | 0 | 6  | 2  | +4   |
| 2    | Euro Kickers              | 9   | 5 | 3 | 0 | 2 | 5  | 4  | +1   |
| 3    | San Francisco FC (T)      | 8   | 5 | 2 | 2 | 1 | 6  | 3  | +3   |
| 4    | Tauro FC                  | 6   | 5 | 1 | 3 | 1 | 7  | 2  | +5   |
| 5    | Deportivo Árabe Unido (P) | 5   | 5 | 1 | 2 | 2 | 4  | 5  | -1   |
| 6    | Panamá Viejo FC           | 0   | 5 | 0 | 0 | 5 | 0  | 12 | -12  |

| Légende : Qualifications et relégations | Légende : Qualifications et relégations                  |
| --------------------------------------- | -------------------------------------------------------- |
|                                         | Qualifié pour les demi-finales                           |
|                                         | (T) : Tenant du titre (P) : Promu de la saison 1995-1996 |

### La phase finale
Les quatre équipes qualifiées sont réparties dans le tableau final d'après leur classement général.
En cas d'égalité sur la somme des deux matchs, une prolongation et une séance de tirs au but ont éventuellement lieu. Lors de la finale, si les deux équipes n'arrivent pas à se départager un deuxième match est organisé.

#### Tableau
|  | 1/2 finale       | 1/2 finale       | 1/2 finale   | 1/2 finale | 1/2 finale | 1/2 finale |          |     | Finale | Finale | Finale | Finale | Finale |  |
|  |                  |                  |              |            |            |            |          |     |        |        |        |        |        |  |
|  |                  |                  |              |            |            |            |          |     |        |        |        |        |        |  |
|  |                  |                  |              |            |            |            |          |     |        |        |        |        |        |  |
|  | CD Plaza Amador  | CD Plaza Amador  | (1)          | 1          | 1          |            |          |     |        |        |        |        |        |  |
|  | CD Plaza Amador  | CD Plaza Amador  | (1)          | 1          | 1          |            |          |     |        |        |        |        |        |  |
|  | Tauro FC         | Tauro FC         | (4)          | 2          | 2          |            |          |     |        |        |        |        |        |  |
|  | Tauro FC         | Tauro FC         | (4)          | 2          | 2          | Tauro FC   | Tauro FC | (4) | 1      |        |        |        |        |  |
|  |                  |                  |              |            |            |            | Tauro FC | (4) | 1      |        |        |        |        |  |
|  |                  | Euro Kickers     | Euro Kickers | (2)        | 0          |            |          |     |        |        |        |        |        |  |
|  | Euro Kickers     | Euro Kickers     | Euro Kickers | (2)        | 0          | (2)        | 2        | 1   | 0(5)   |        |        |        |        |  |
|  | Euro Kickers     | Euro Kickers     |              |            |            | (2)        | 2        | 1   | 0(5)   |        |        |        |        |  |
|  | San Francisco FC | San Francisco FC | (3)          | 1          | 2          | 0(4)       |          |     |        |        |        |        |        |  |
|  | San Francisco FC | San Francisco FC | (3)          | 1          | 2          | 0(4)       |          |     |        |        |        |        |        |  |

#### Demi-finales
| Club            | Aller | Retour | Club             | Commentaire       |
| CD Plaza Amador | 1-2   | 1-2    | Tauro FC         |                   |
| Euro Kickers    | 2-1   | 1-2    | San Francisco FC | Tirs au but : 5-4 |

#### Finale
| 2 février 1997 | Euro Kickers | 0:1   | Tauro FC            | Stade Rommel Fernández |  |
|                |              | (0:1) | Patricio Guevara 9e |                        |  |

## Bilan du tournoi
| Tableau d'Honneur   |           |
| Compétition         | Vainqueur |
| Championnat ANAPROF | Tauro FC  |

| Qualifications continentales 1997-1998 |              |
| Coupe des champions de la CONCACAF     | Qualifiés    |
| Premier tour de qualification          | Tauro FC     |
| Tour préliminaire                      | Euro Kickers |

| Promotions et relégations |                        |
| Relégué en Primera A      | Cosmos FC              |
| Promu de Primera A        | Sporting San Miguelito |